# Andrés Chávez
Andrés Eliseo Chávez  (Buenos Aires, 21 de março de 1991) é um futebolista argentino que atua como atacante. Atualmente, joga pelo The Strongest.

## Carreira
Revelado pelo Banfield, estreou profissionalmente contra o San Lorenzo, pelo Torneio Clausura de 2011. Conquistou o título da Primera B Nacional de 2013–14, recolocando o Banfield na primeira divisão do futebol argentino. Suas boas atuações acabaram chamando a atenção do Boca Juniors, que o contratou na metade de 2014.
Na final da Copa Argentina de 2015, contra o Rosário Central, marcou um dos gols na vitória do Boca Juniors por 2 a 0. No mesmo ano, também conquistou o Campeonato Argentino, onde era reserva de Jonathan Calleri e Carlos Tévez.
Pela Copa Libertadores da América de 2016, marcou um dos gols na goleada do Boca Juniors sobre o Deportivo Cali por 6 a 2. No total, disputou 9 jogos pela competição, chegando as semifinais do torneio, sendo eliminado pelo Independiente del Valle.

### São Paulo
No dia 19 de julho de 2016, foi anunciado seu empréstimo ao São Paulo por um ano. Em sua segunda partida pelo São Paulo, fez um golaço de fora da área na derrota para o Atlético Mineiro. No jogo seguinte, contra o Santa Cruz, em Recife, fez os dois gols da vitória do São Paulo por 2 a 1. Em jogo contra o Figueirense, marcou um gol e deu uma assistência na vitória por 3 a 1.
Aos poucos, Chávez, devido a seu bom desempenho, vem ganhando o carinho da torcida são-paulina. Visto como o substituto de Calleri, com o qual, inclusive, o camisa 9 tricolor mantém contato e foi transferido para o inglês West Ham, El Comandante herdou a música que era cantada a seu antecessor: "Ô, ô, ô, toca no Chavez que é gol".
Em 13 de outubro de 2016, depois de um início promissor com a camisa são-paulina, Chavéz atingiu, na derrota por 1 a 0 para o Santos, no Pacaembu, a marca de sete jogos sem gols. Após ficar dez jogos sem marcar gols, voltou a balançar as redes na goleada sobre o Corinthians por 4 a 0. No último jogo da temporada, marcou duas vezes na goleada por 5 a 0 sobre o Santa Cruz.

### Panathinaikos
Em 17 de agosto de 2017, assinou por três temporadas com o Panathinaikos, da Grécia. Em sua estreia, marcou o gol do empate do Panathinaikos em jogo contra o Platanias, válido pela primeira rodada do Campeonato Grego de 2017–18.

### Huracán
Em 16 de janeiro de 2018, retornou a Argentina para jogar no Huracán. Foi anunciado oficialmente em 25 de janeiro, assinando contrato até junho de 2021.

## Estatísticas
Atualizado até 26 de julho de 2018.

### São Paulo
| Equipe    | Temporada | Campeonato nacional | Campeonato nacional | Copa nacional | Copa nacional | Competições continentais[b] | Competições continentais[b] | Outros torneios[c] | Outros torneios[c] | Total | Total |
| Equipe    | Temporada | Jogos               | Gols                | Jogos         | Gols          | Jogos                       | Gols                        | Jogos              | Gols               | Jogos | Gols  |
| --------- | --------- | ------------------- | ------------------- | ------------- | ------------- | --------------------------- | --------------------------- | ------------------ | ------------------ | ----- | ----- |
| São Paulo | 2016      | 21                  | 9                   | 2             | 1             | –                           | –                           | –                  | –                  | 23    | 10    |
| São Paulo | 2017      | 1                   | 0                   | 1             | 0             | 1                           | 0                           | 9                  | 2                  | 12    | 2     |
| São Paulo | Total     | 22                  | 9                   | 3             | 1             | 1                           | 0                           | 9                  | 2                  | 35    | 12    |

- b. ^ Jogos da Copa Sul-Americana e da Liga Europa da UEFA
- c. ^ Jogos do Campeonato Paulista e Amistosos

## Títulos
Banfield
- Primera B Nacional: 2013–14

Boca Juniors
- Campeonato Argentino: 2015
- Copa Argentina: 2014–15

São Paulo
- Florida Cup: 2017